# Commiphora myrrha
Commiphora myrrha (Nees) Engl. – gatunek rośliny z rodziny osoczynowatych (Burseraceae). Rośnie dziko w Afryce (Dżibuti, Etiopia, Somalia) i na Półwyspie Arabskim (Oman, Jemen).

## Morfologia
PokrójDuży kolczasty krzew albo niewielkie, także kolczaste drzewko o wysokości do 4 m
PędyKora srebrzysta, biaława, czerwonawa lub niebiesko-szara, gałęzie wyrastają pod prostym kątem.
LiścieTrójlistkowe, szarozielone lub sinozielone, o zmiennym kształcie i wielkości. Mogą być eliptyczne, owalne lub lancetowate, wierzchołki mają zaokrąglone lub ostre, nasady zaokrąglone lub ucięte. Wyrastają na ogonkach o długości 1-10 mm. Długość liścia wynosi 6-40 mm, szerokość 3-20 mm. Użyłkowanie liścia słabo widoczne.
KwiatyNiedekoracyjne, małe. Kwiaty pręcikowe zazwyczaj dojrzewają wcześniej niż kwiaty żeńskie.
OwoceWyrastają zazwyczaj pojedynczo lub po dwa na szypułce. Są to niewielkie (2-4 mm długości), jajowate i spłaszczone pestkowce o gładkiej skórce.

## Zastosowanie
Z rośliny samoistnie wydziela się wonna żywica zwana mirrą, po nacięciu kory wyciek żywicy zwiększa się. Dawniej mirra była używana do balsamowania i namaszczania zwłok, jako środek leczniczy i przeciwbólowy i jako składnik kadzidła. W Starym Testamencie była również składnikiem oleju świętego do namaszczań (Wj 30, 23,25). Według niektórych badaczy roślin biblijnych Commiphora myrrha była jednym z kilku gatunków balsamowca, z których otrzymywano mirrę wymienioną w kilku miejscach w Biblii. Obecnie mirra nadal jest wykorzystywana w lecznictwie i do wytwarzania kadzidła, ponadto w przemyśle kosmetycznym jako składnik perfum, past do zębów i płynów do płukania ust.